# مسجد حضرت سلطان
مسجد حضرت سلطان (انگلیسی: Khazret Sultan Mosque) دومین مسجد بزرگ در آسیای مرکزی بعد از مسجد روح ترکمن‌باشی است. مسجد حضرت سلطان در شهر آستانه، پایتخت قزاقستان، واقع شده‌است.
نام حضرت سلطان یکی از القاب شیخ صوفی، خواجه احمد یسوی، مؤلف دیوان حکمت است.
ساخت و ساز مسجد حضرت سلطان در ژوئن ۲۰۰۹ آغاز شد. بین ۱۰۰۰ تا ۱۵۰۰ کارگر در ساخت آن دست داشته‌اند. این مسجد در ششم ژوئیه سال ۲۰۱۲ گشایش یافت. ساخت آن در قالب فهرستی از ساختمان‌های منحصر به فردی انجام شد که ریس‌جمهور کشور برای پایتخت جدید خود در نظر گرفته بود.